# محو الأمية الجغرافية
محو الأمية الجغرافية هي «القدرة على استخدام الفهم الجغرافي والاستدلال الجغرافي لاتخاذ القرارات»، حسب تعريف ناشيونال جيوغرافيك.

## معلومات تاريخية
نشأ مصطلح «محو الأمية الجغرافية»، من مكافحة منظمة ناشيونال جيوغرافيك (National Geographic) ضد «الأمية الجغرافية». فقد أصدرت المنظمة وسائل إعلام مختلفة للمساعدة في شرح المفهوم لعامة الجمهور. وفي إحدى الافتتاحيات، قال دانيال سي إدلسون (Daniel C. Edelson)، نائب الرئيس للتعليم في منظمة ناشيونال جيوغرافيك، «إن اهتمام الجمعية الجغرافية القومية بمحو الأمية الجغرافية يتأتى من مهمتنا. حيث إننا نرى أن محو الأمية الجغرافية هو بمثابة توفير الأدوات التي تمكن المجتمعات من حماية الموارد الطبيعية، والموارد الثقافية، والحد من الحروب، وتحسين جودة الحياة في جميع أنحاء العالم. ومع ذلك، فإن وجود سكان ممن لديهم معرفة جغرافية أمر مهم أيضًا للحفاظ على المنافسة التجارية، وجودة الحياة، والأمن القومي في عالمنا الحديث المترابط.»، ولذلك قمنا بإصدار وسائل إعلام متنوعة للمساعدة في شرحها لعامة الجمهور. وبالإضافة إلى ذلك، قامت جمعية ناشيونال جيوغرافيك بتخصيص صندوق لمحو الأمية الجغرافية، تساعد تبرعاته في طباعة مواد من أجل التعليم، والتطوير المهني للمعلمين، وبرامج للمساعدة في بناء الوعي بأهمية محو الأمية الجغرافية.

## المكونات
المكونات الثلاثة للمعرفة الجغرافية، وفقًا لإدلسون (Edelson)، هي:
- التفاعلات-فهم الأنظمة البشرية والطبيعية
- العلاقات المتشابكة-الاستدلال الجغرافي
- الآثار المترتبة-صنع القرار المنهجي

## النشاطات التعليمية
"أطفال العالم" هي مجموعة تقدم "أنشطة تعليمية متعددة الثقافات... للأطفال عن العالم"، وقد سردت منظمة الصحة العالمية الدروس المناسبة عمريًا لزيادة المعرفة الجغرافية لدى طلاب المدارس الابتدائية":
- استكشاف بيوت مختلفة في جميع أنحاء العالم وتخمين لماذا تتناسب أنواع تلك البيوت مع بيئاتها المختلفة
- اكتشاف لماذا تحتفل بعض الثقافات بأعياد معينة، والأمور المهمة بالنسبة لهم
- فحص مواطن ومجالات حيوية بيئية مختلفة، مثل الغابات المطيرة؛ النظر في السبل المادية التي بها يستطيع الأطفال منع تدميرها
- إحاطة الأطفال بالجغرافيا: دراسة الخرائط، عمل خرائط، وتتبعها، واللعب بها. فكلما طورت من ذكائهم المكاني وهم أصغر سنًا، استوعب الأطفال مكانهم في هذا العالم.
- التعرف على الدورة المائية وكيفية حفظ موارد المياه العذبة لدينا وإدارتها
- البحث عن أماكن الحيوانات المفضلة عند طفلك، لتحويل ذلك إلى درس عالمي حول حماية بيئتها ومصادر غذائها، وماهية القرارات التي يمكننا اتخاذها والتي من شأنها أن تؤثر على حصيلة هذه الحيوانات؟

## الدراسات البحثية والمشاريع التعليمية
في عام 2012 عقدت إنتجريت (منظمة تهدف إلى تحسين المعرفة بعلوم الأرض وبناء قوة عاملة يمكن أن تستفيد من علوم الأرض من أجل حل القضايا المجتمعية) اجتماعًا في الفترة من 16 إلى 18 مايو لتأليف أعمال عن الموضوع.

## الاستخدامات المبكرة لمصطلح محو الأمية الجغرافية
في عام 2002، نشر روبرت إي نولن من مركز معلومات مصادر التعلم تقريرًا بحثيًا/مقالاً بعنوان "محو الأمية الجغرافية: كيف يفهم الأشخاص العالم الذي يعيشون فيه" والذي تضمّن "اختبارًا للجغرافيا الطبيعية والسياسية...قام به 321 شخصًا". كانت سنوات التعليم النظامي والمرحلة العمرية ترتبط بالمعرفة الجغرافية، وكان التعلم غير النظامي، مثل السفر، والقراءة، ووسائل الإعلام، يُستخدم كمصدر أساسي للمعرفة الجغرافية لذوي التحصيل التعليمي العالي. وهناك نتيجة جديرة بالذكر، وهي أن النساء، بغض النظر عن مستوى التعليم، سجّلن أقل بكثير من الرجال."
وفي عام 2001، أطلق ائتلاف أريزونا الجغرافي مشروعًا سمّي «بمشروع محو الأمية الجغرافية» لدمج التعليم الجغرافي في تعليم القراءة والكتابة. وفي هذه الحالة، يشير مصطلح «محو الأمية الجغرافية» إلى دمج الجغرافيا وفنون اللغة التقليدية لمحو الأمية.
في عام 1997، أنشأت ليندا فيرغسون (Linda Ferguson) وإيفا لامار (Eva LaMar) مشروعًا تربويًا سموه «مشروع محو الأمية الجغرافية». تصف لامار محو الأمية الجغرافية بأنه «استخدام التعليم البصري وأدوات الاتصال لبناء فهم متعمق -- أو لمحو الأمية -- للجغرافيا، والجيولوجيا، والتاريخ المحلي.»

## وصلات خارجية
- National Geographic videos: "What is Geo-Literacy?" and "Why is Geo-Literacy Important?"
- Directions Magazine article "The Geo-Literacy Coalition Tackles Americans’ Geographic Preparation"